# Josef Šulc (atlet)
Josef Šulc (12. září 1907, Staré Čívice – 10. července 1977) byl československý atlet, běžec, který se věnoval dlouhým tratím, zejména maratonu, účastník LOH 1936.

## Život
Reprezentoval Československo na Letních olympijských hrách 1936 v Berlíně, kde v maratonu doběhl na 38. místě s časem 3:11:47,4.
Svůj osobní rekord v maratonském běhu vytvořil 17. září 1933 ve Vídni, kde doběhl jako druhý v čase 2:37:31 a zařadil se tak v tomto roce na deváté místo ve světě. Na Mistrovství Evropy v atletice 1934 v Turínu skončil v maratonu na 9. místě. V letech 1939–1941 vytvořil na dlouhých tratích čtyři československé rekordy.
V letech 1931–1942 získal v maratonském běhu šest mistrovských titulů (třikrát za klub Sparta Praha a třikrát za Explosii Semtín), rovněž zvítězil jako první Čechoslovák v Mezinárodním maratonu míru v Košicích v roce 1934 časem 2:41:26.